# Journal of Military History
Das Journal of Military History (J Mil Hist) ist eine 1937 gegründete führende wissenschaftliche Zeitschrift für US-amerikanische und weltweite Militärgeschichte, inklusive der Bereiche Maritim und Air. Sie erscheint vierteljährlich mit Artikeln, Buchrezensionen, themenbezogenen Aufsätzen anderer Zeitschriften, Forschungsberichten und unterliegt einem Peer-Review. Die Zeitschrift erhielt 1939 den Namen Journal of the American Military Institute und 1941 in Military Affairs: The Journal of Military History, Including Theory and Technology umbenannt, bevor sie 1989 ihren heutigen Namen erhielt.
Einzelne Autoren (Gregory Daddis, Jochen S. Arndt, Kevin Weddle, Kerry Irish, Brian F. Neumann, Timothy S. Wolters, Andrew J. Birtle und Lorraine White) wurden für ihre Artikel ausgezeichnet.
Publiziert wird die Zeitschrift für die Society for Military History durch die George C. Marshall Foundation und das Virginia Military Institute (VMI) in Lexington. Als derzeitiger Herausgeber fungiert Colonel Bruce Vandervort, Professor für Geschichte am VMI. Dem Editorial Advisory Board gehören die Historiker Timothy K. Nenninger, Gary P. Cox, Marc Milner, Susannah J. Ural, John W. Hall, Frank J. Wetta, Brian Holden Reid, Frederick C. Schneid und Mark E. Grotelueschen an.
Das Journal ist in der Zitationsdatenbank Arts and Humanities Citation Index verzeichnet.